# Universidad Mayor de San Andrés
L'université supérieure de San Andrés (Universidad Mayor de San Andrés ou UMSA) est la principale université publique de Bolivie, établie depuis 1830 dans la ville de La Paz. 
L'UMSA est la deuxième plus ancienne université de Bolivie, après l'université San Francisco Xavier de Chuquisaca (Sucre), fondée en 1624. 
C'est l'un des centres universitaires les plus prestigieux du pays. En 2013, l'UMSA comptait environ 80 434 étudiants inscrits, ce qui en fait l'université qui compte le plus grand nombre d'étudiants en Bolivie. Plusieurs présidents de la Bolivie ont étudié à l'université. 
En 2017, le classement des universités latino-américaines QS a classé l'UMSA au rang de meilleure université bolivienne et à la 91e position des universités latino-américaines. 
En 2022, sur 81 723 étudiants de l'UMSA, 23 % (18 796) étudient depuis plus de 11 ans et 6,7 % (5 475) depuis plus de 20 ans. Un millier sont inscrits depuis plus de 30 ans et une centaine depuis plus de 40 ans.

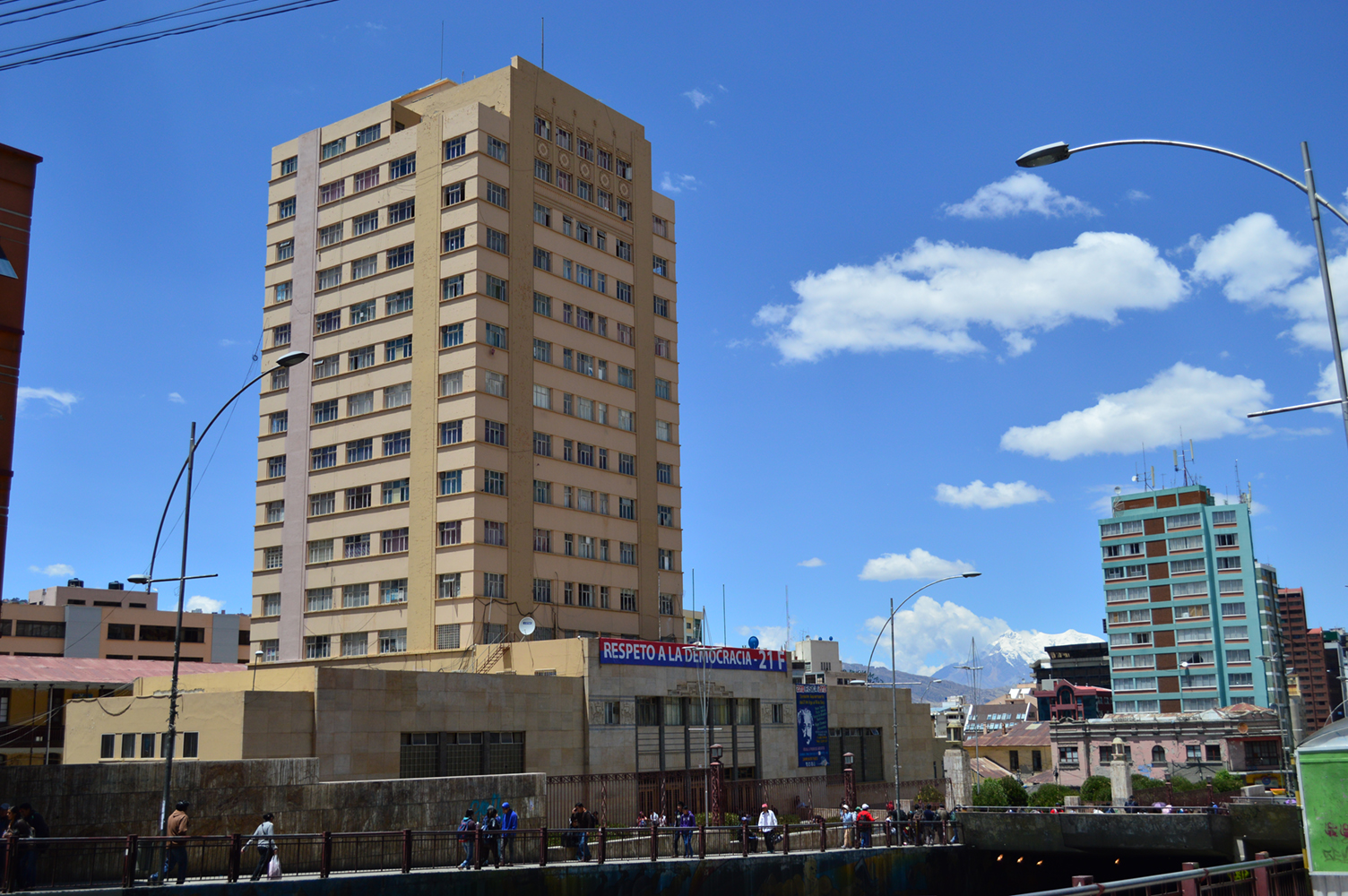
Universidad Mayor de San Andrés.

## Histoire
L'université a été fondée par Andrés de Santa Cruz par décret suprême du 25 octobre 1830. En raison de son siège à La Paz, où est établi le gouvernement de la nation, l'université supérieure de San Andrés a, depuis sa fondation, influencé la vie sociale et l'histoire de la Bolivie. 
L'histoire de l'université se compose de trois périodes bien définies. Depuis sa création en 1830 jusqu'à la révolution de juin 1930, l'université était officielle. De 1930 à 1936, à l'avènement du rectorat universitaire, poste occupé par Héctor Ormachea Zalles, c'était une université semi-autonome ou municipale. Depuis lors, l'université est autonome.

## Personnalités liées à l'université
- Silvia Rivera Cusicanqui. Elle y fut étudiante jusqu'en 1976, et y enseigna également la sociologie[4] pendant une trentaine d'années.
- Olga Paredes. Elle y fut étudiante en architecture.

### Docteurshonoris causa
- Gregorio Baro, scientifique argentin
- Jaime Escalante, éducateur
- Eduardo Bayro, scientifique bolivien, expert en algèbre géométrique.
- Takaaki Kajita, prix Nobel de physique 2015